# Augaptilidae
Augaptilidae es una familia de calanoides.

## Géneros
- Alrhabdus Grice, 1973
- Augaptilina G. O. Sars, 1920
- Augaptilus Giesbrecht, 1889
- Centraugaptilus G. O. Sars, 1920
- Euaugaptilus G. O. Sars, 1920
- Haloptilus Giesbrecht in Giesbrecht & Schmeil, 1898
- Heteroptilus G. O. Sars, 1920
- Pachyptilus G. O. Sars, 1920
- Pontoptilus G. O. Sars, 1905
- Pseudaugaptilus G. O. Sars, 1907
- Pseudhaloptilus Wolfenden, 1911
- Pseudohaloptilus Wolfenden, 1911